# Siegfried Brehmer
Siegfried Brehmer (* 12. Januar 1917 in Lindhof, Kreis Briesen (Dębowa Łąka); † 30. Mai 1996 in Potsdam-Babelsberg) war ein deutscher Mathematiker, Hochschullehrer und Komponist im Schach.

## Leben
Brehmer erlernte Schach im Alter von 11 Jahren. 1934 machte er erste Bekanntschaft mit der Schachkomposition. Nach dem Abitur 1936 in Breslau lernte er bis 1938 Bankkaufmann. Im Zweiten Weltkrieg wurde er als Funker zur Luftwaffe eingezogen. Während des Krieges studierte er im Fernstudium Mathematik. Er geriet in Gefangenschaft, aus der er 1946 entlassen wurde. Danach unterrichtete er in Welzow als Neulehrer, ab 1949 war er Dozent am Lehrerbildungsinstitut Cottbus. Ab 1953 studierte er an der Brandenburgischen Landeshochschule Potsdam Mathematik, 1957 erfolgte die Promotion. Später arbeitete er als Professor an der Pädagogischen Hochschule Potsdam. Er verfasste mehrere Lehrbücher. Nach seiner Emeritierung beschäftigte er sich mit Programmierung und wandte sich wieder intensiver der Schachkomposition zu. Er entwickelte eine Bedienoberfläche zum Schachlöseprogramm Problem von Heinz Schwind.

## Schachkomposition
Berufsbedingt beschäftigte sich Brehmer in drei Zeitabschnitten mit dem Komponieren. So schuf er zwischen 1935 und 1938, danach zwischen 1948 und 1953 und schließlich ab 1982 gehaltvolle Aufgaben. Insgesamt kam er auf etwa 160 Probleme, vorwiegend Dreizüger. Davon erhielt er für mehr als 50 Arbeiten einen Preis, etwa 40 weitere wurden ausgezeichnet. 15 Kompositionen wurden in die FIDE-Alben aufgenommen, dafür erhielt er 1990 den Titel FIDE Meister.
|   | a | b | c | d | e | f | g | h |   |
| 8 |   |   |   |   |   |   |   |   | 8 |
| 7 |   |   |   |   |   |   |   |   | 7 |
| 6 |   |   |   |   |   |   |   |   | 6 |
| 5 |   |   |   |   |   |   |   |   | 5 |
| 4 |   |   |   |   |   |   |   |   | 4 |
| 3 |   |   |   |   |   |   |   |   | 3 |
| 2 |   |   |   |   |   |   |   |   | 2 |
| 1 |   |   |   |   |   |   |   |   | 1 |
|   | a | b | c | d | e | f | g | h |   |

Lösung: 1. Dd8–d7 (droht 2. Dxe6+ Txe6 3. Sd7 matt)
- 1. … Sf4–h5 2. Le4xd3 (droht Te4 matt) Sh5–g3 3. f2–f4 matt, 2. … Sh5–f6 3. Sf8xg6 matt
- 1. … Sf4–e2 2. Le4xg6 (droht Te4 matt) Se2–g3 3. f2–f4 matt, 2. … Se2–c3 3. Sb2xd3 matt
- 1. … Sf4–d5 2. Le4–f3 (droht Te4 matt) Sd5–f6 3. Sf8xg6 matt, 2. … Sd5–c3 3. Sb2xd3 matt

Diese Aufgabe stellt die auf Ferdinand Metzenauer zurückgehende Münchener Idee dar.